# Benproperine
Benproperine (INN) là một thuốc giảm ho.